# Cyril Hare
Alfred Alexander Gordon Clark (Mickelham, 1900. szeptember 4. – Box Hill, 1958. augusztus 25.) ismert írói álnevén Cyril Hare angol krimiíró és bíró.

## Művei
- Tenant for Death (1937)
- Death Is No Sportsman (1938)
- Suicide Excepted (1939)
- Tragedy at Law (1942)
- With a Bare Bodkin (1946)
- The Magic Bottle (1946)
- When the Wind Blows (az amerikai kiadás címe: The Wind Blows Death, 1949)
- An English Murder (1951)
- That Yew Tree's Shade (az amerikai kiadás címe: Death Walks the Woods, 1954)
- The House of Warbeck (1955)
- He Should Have Died Hereafter (az amerikai kiadás és némely újabb angol kiadás címe: Untimely Death, 1958)
- Best Detective Stories of Cyril Hare (az amerikai kiadás címe: Death among Friends, 1959, szerkesztette Michael Gilbert)

## Magyarul
- Az eltűnt klarinétos; ford. Borbás Mária; Magvető, Bp., 1979 (Albatrosz könyvek)

## Fordítás
- Ez a szócikk részben vagy egészben  a   Cyril Hare című angol Wikipédia-szócikk fordításán alapul.  Az eredeti cikk szerkesztőit annak laptörténete sorolja fel. Ez a jelzés csupán a megfogalmazás eredetét és a szerzői jogokat jelzi, nem szolgál a cikkben szereplő információk forrásmegjelöléseként.